# Édouard Montoute
Édouard Montoute (n. 20 decembrie 1970, la Cayenne) este un actor francez.

## Filmografie

### Film
- 1990 : Jean Galmot, aventurier de Alain Maline
- 1991 : Paris s'éveille de Olivier Assayas : un dealer
- 1995 : La Haine de Mathieu Kassovitz : Darty
- 1995 : Fast de Dante Desarthe : Daniel
- 1997 : Port Djema de Éric Heumann : Ousman
- 1997 : Mauvais Genre de Laurent Bénégui : François
- 1997 : Bouge ! de Jérôme Cornuau : Soso
- 1997 : J'irai au paradis car l'enfer est ici de Xavier Durringer : Pascal
- 1998 : Taxi de Gérard Pirès : Alain
- 1998 : La voie est libre de Stéphane Clavier : Yves
- 1999 : Le Sourire du clown de Éric Besnard : Alex
- 1999 : Du bleu jusqu'en Amérique de Sarah Lévy  : Hamid
- 2000 : Taxi 2 de Gérard Krawczyk : Alain
- 2000 : Cours toujours de Dante Desarthe : Hervé
- 2000 : Antilles sur Seine de Pascal Légitimus : Freddy
- 2001 : Les gens en maillot de bain ne sont pas (forcément) superficiels de Éric Assous : Lulu
- 2002 : Femme fatale de Brian De Palma : Racine
- 2002 : Astérix et Obélix : Mission Cléopâtre de Alain Chabat : Nexusis
- 2002 : La Sirène rouge de Olivier Megaton : Oliveira
- 2003 : Taxi 3 de Gérard Krawczyk : Alain
- 2003 : Dédales de René Manzor : Ray
- 2004 : Nos amis les flics de Bob Swaim : Kiki
- 2005 : Dans tes rêves de Denis Thybaud : Keuj
- 2005 : Avant qu'il ne soit trop tard de Laurent Dussaux : Gérard
- 2006 : Enfermés dehors de Albert Dupontel : le chauffeur de bus
- 2007 : Fracassés de Franck Llopis : Jean-Paul
- 2007 : Taxi 4 de Gérard Krawczyk : Alain
- 2008 : Jamais 2 sans 3 de Eric Summer : Étienne Garreau
- 2008 : La Première Étoile de Lucien Jean-Baptiste : Jojo
- 2009 : Trésor de Claude Berri et François Dupeyron
- 2010 : Les Petits Mouchoirs de Guillaume Canet : l'ami de Ludo au Baron
- 2012 : 30° Couleur de Lucien Jean-Baptiste : Zamba

### Scurt-metraje
- 1993 : Zone bleue de Catherine Morlat
- 1995 : Petit matin sanglant de Julien Corain
- 1997 : À fond la caisse de Vincent Rivier : le braqueur
- 2000 : Mortels de Samuel Jouy : Eddy
- 2002 : Alex & Bladas de Marc Barrat, Série de 5 courts-métrages de fiction (6’) contre le sida en Guyane, commandités par le Ministère de la santé : Alex
- 2005 : Convivium de Michaël Nakache : Hugo

### Televiziune
- 1991 : Navarro de Nicolas Ribowski (episodul Les chasse-neige) : Soulimane
- 1992 : Momo de Jean-Louis Bertuccelli : Koffi
- 1992 : Goal : Keita
- 1994 : 3000 scénarios contre un virus de Xavier Durringer (episodul Le flic)
- 1994 : Mort d'un gardien de la paix de Josée Dayan
- 1994 : Novacek de Marco Pico (episodul Le Croisé de l’Ordre)
- 1995 : Police des polices de Michel Boisrond (episodul L’Ilotier)
- 1995 : Navarro de Nicolas Ribowski (episodul Le choix de Navarro)
- 1999 : Chambre n° 13 de Sarah Lévy (episodul Coccinelle)
- 2000 : Les Redoutables de Sarah Lévy (episodul Prime Time)
- 2000 : Mary Lester de Christiane Leherissey (episodul Maéna)
- 2001 : Accro de Olivier Pancho
- 2002 : Duelles de Laurence Katrian (episodul Trahisons)
- 2002 : Carnets d'ado - Les paradis de Laura de Olivier Panchot
- 2002 : Sang d'encre de Didier Le Pêcheur
- 2004 : Central Nuit de Franck Vestiel (episodul Vol à la Poussette)
- 2004 : Un petit garçon silencieux de Sarah Lévy
- 2004 : Les amants du bagne de Thierry Binisti
- 2005 : Léa Parker de Robin Davis (episodul Combat Clandestin)
- 2006 : Alice et Charlie (1er episod) de Stéphane Clavier
- 2006 : Au crépuscule des temps de Sarah Lévy
- 2006 : David Nolande de Nicolas Cuche
- 2007 : Alice et Charlie (al 2-lea episod) de Julien Seri
- 2008 : Flics (serial) de Olivier Marchal : Alex Baros
- 2008 : Scalp de Xavier Durringer (serial) : Ziggy
- 2009-2011 : Les Toqués (serial) de Patrick Malakian : Martin Soléno
- 2009 : Jamais deux sans trois (téléfilm) de Eric Summer :  Etienne Garreau
- 2009 : Facteur chance (téléfilm) de Julien Seri : Miko
- 2009 : Les Amants de l'ombre (téléfilm) de Philippe Niang : Sidney Jackson
- 2009 : Lady Bar 2 (téléfilm) de Xavier Durringer  : Aimé
- 2010 : Le Pot de colle (téléfilm) de Julien Seri : Jean-Bernard Hollier
- 2010 : Les Edelweiss (serial)de Stéphane Kappes : Bernard
- 2012 : Des soucis et des hommes  (serial) de Christophe Barraud : Hervé Le Bihan
- 2013 : La Croisière (serie) de Pascal Lahmani, avec Lola Dewaere, Anne-Élisabeth Blateau et Christophe Malavoy
- 2013 : La Source (serie) de Xavier Durringer
- 2014 : Caïn (2 episoade) de Bertrand Arthuys